# Armée des Andes

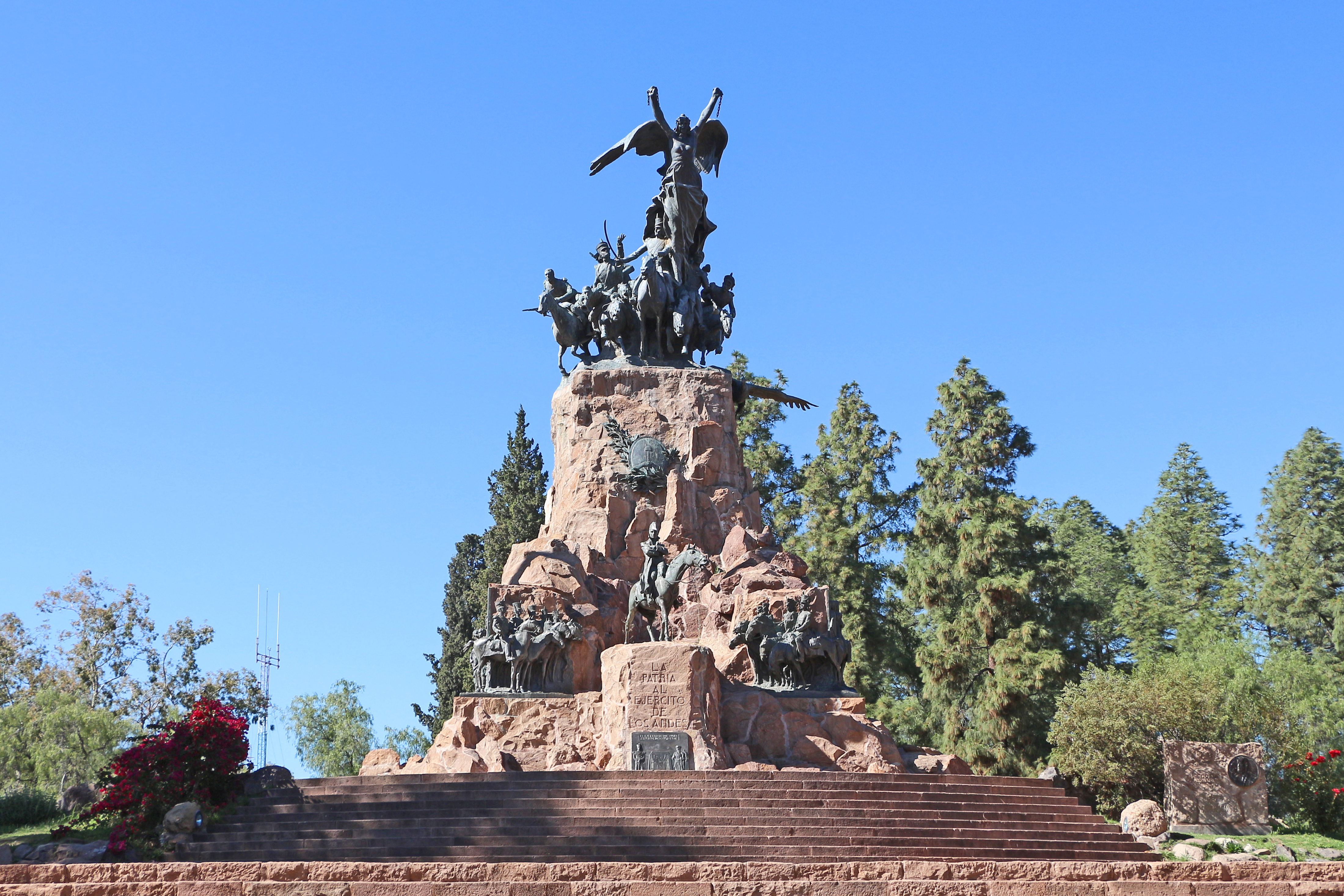
Monument de l'Armée des Andes à Mendoza

L’Armée des Andes (en espagnol : Ejército de los Andes) était une force militaire mise en place par José de San Martín avec pour but de libérer le Chili de l’Empire espagnol. En 1817, il traversa les Andes en partant de la province argentine de Mendoza, alors incluse dans l'intendance de Cuyo, et réussit à déloger les Espagnols du pays.
Quand il partit pour le Chili, l'Armée était composée de 4 000 soldats, avec 1 200 auxiliaires pour aider dans l'approvisionnement. De plus, elle comptait des pièces d'artillerie.
Pour la traversée des Andes, l'Armée fut divisée en deux colonnes principales ; la première, commandée par Bernardo O'Higgins, prenant le Paso de Los Patos et la seconde, commandée par Juan Gregorio de las Heras, prenant le Paso Uspallata. Étant donné que la seconde voie était la moins difficile, la deuxième colonne se chargea de l'artillerie.     
Ces deux divisions constituaient le gros de l'Armée, mais il existait également de plus petits détachements, envoyés au Nord et au Sud pour protéger les flancs. La plus petite division, au Nord, ne comportait que 130 hommes ainsi que des expatriés chiliens ; elle était sous le commandement de Juan Manuel Cabot (es). Le détachement au Sud était dirigé par le Chilien Ramón Freire Serrano.